# (2045) Peking
(2045) Peking és un asteroide del cinturó principal descobert el 8 d'octubre de 1964 a l'Observatori de la Muntanya Porpra a Nanquín, la Xina. Va ser batejat així en referència a Pequín, capital de la República popular de la Xina.